# Psectrocladius lapponicus
Psectrocladius lapponicus är en tvåvingeart som beskrevs av Maurice Emile Marie Goetghebuer 1940. Psectrocladius lapponicus ingår i släktet Psectrocladius och familjen fjädermyggor.
Artens utbredningsområde är Sverige. Inga underarter finns listade i Catalogue of Life.